# Ангольско-мексиканские отношения
Ангольско-мексиканские отношения — двусторонние дипломатические отношения между Анголой и Мексикой.

## История
Ангола относительно молодая страна, которая получила свою независимость от Португалии в ноябре 1975 года. В январе 1976 года Мексика признала независимость Анголы и установила с ней дипломатические отношения. В 1997 году Ангола открыла посольство в Мехико. В 2009 году Мексика открыла посольство в Луанде, однако, из-за глобального экономического кризиса Мексика была вынуждена закрыть посольство спустя нескольких месяцев. В 2014 году было объявлено, что Мексика повторно откроет посольство в Анголе в начале 2015 года.

## Торговля
В 2013 году объём двусторонней торговли между странами составил сумму более $ 75 млн долларов США. Ангола 89-й крупнейший торговый партнёр Мексики в мире и 12-й крупнейший в Африке.

## Дипломатические миссии
Ангола имеет посольство в Мехико.

Посольство Мексики в Претории (ЮАР) представляет интересы страны и в Анголе.